# Ciprofloxacine
Ciprofloxacine is de internationale generieke naam voor een synthetisch antibioticum geproduceerd door het Duitse Bayer. Het draagt onder andere de merknamen Ciproxin (in Nederland), Cipro en Ciprobay (en nog andere namen, zoals voor de veterinaire markt). Ciprofloxacine behoort tot de fluorchinolonen en is een bactericide. Het blokkeert de DNA-replicatie door te binden aan het enzym DNA-gyrase waardoor tweezijdige breuken in het bacteriële chromosoom ontstaan. In Nederland werden er in 2005 240.210 recepten ciprofloxacine uitgegeven. Dat was 3,6 % van het totale antibioticagebruik.
De stof is opgenomen in de lijst van essentiële geneesmiddelen van de WHO.

## Werkzaamheid
Ciprofloxacine is een breed antibioticum dat tegen zowel gram-positieve als gram-negatieve bacteriën werkt.
- Enterobacteriaceae
- Vibrio
- Haemophilus influenzae
- Neisseria gonorrhoeae
- Neisseria meningitidis
- Moraxella catarrhalis
- Brucella
- Campylobacter
- Mycobacterium intracellulare
- Legionella sp.
- Pseudomonas aeruginosa
- Bacillus anthracis
- Morganella morganii

Zwak werkzaam tegen:
- Streptococcus pneumoniae
- Chlamydia trachomatis
- Chlamydia pneumoniae

Onwerkzaam tegen:
- Bacteroides
- Burkholderia cepacia
- Enterococcus faecium
- Ureaplasma urealyticum
- en andere bacteriën.

De belangrijkste bijwerking is irritatie van het maag-darmstelsel, zoals bij veel antibiotica. Vanwege de algemene veiligheid, effectiviteit en brede inzetbaarheid werd ciprofloxacine eerst voorbehouden als het allerlaatste geneesmiddel bij de behandeling van complexe en resistente infecties. Zoals bij elk antibioticum ontstonden er na verloop van tijd ook ciprofloxacine-resistente bacteriën, vooral in ziekenhuizen. Als andere oorzaken voor resistentie wordt het gebruik van goedkopere, minder effectievere fluoroquinolonen genoemd.
Ook de wijdverbreide toevoeging van ciprofloxacine en andere antibiotica aan veevoer, waardoor de dieren om onduidelijke redenen sneller en meer groeien kan de resistentie hebben veroorzaakt.

## Indicaties

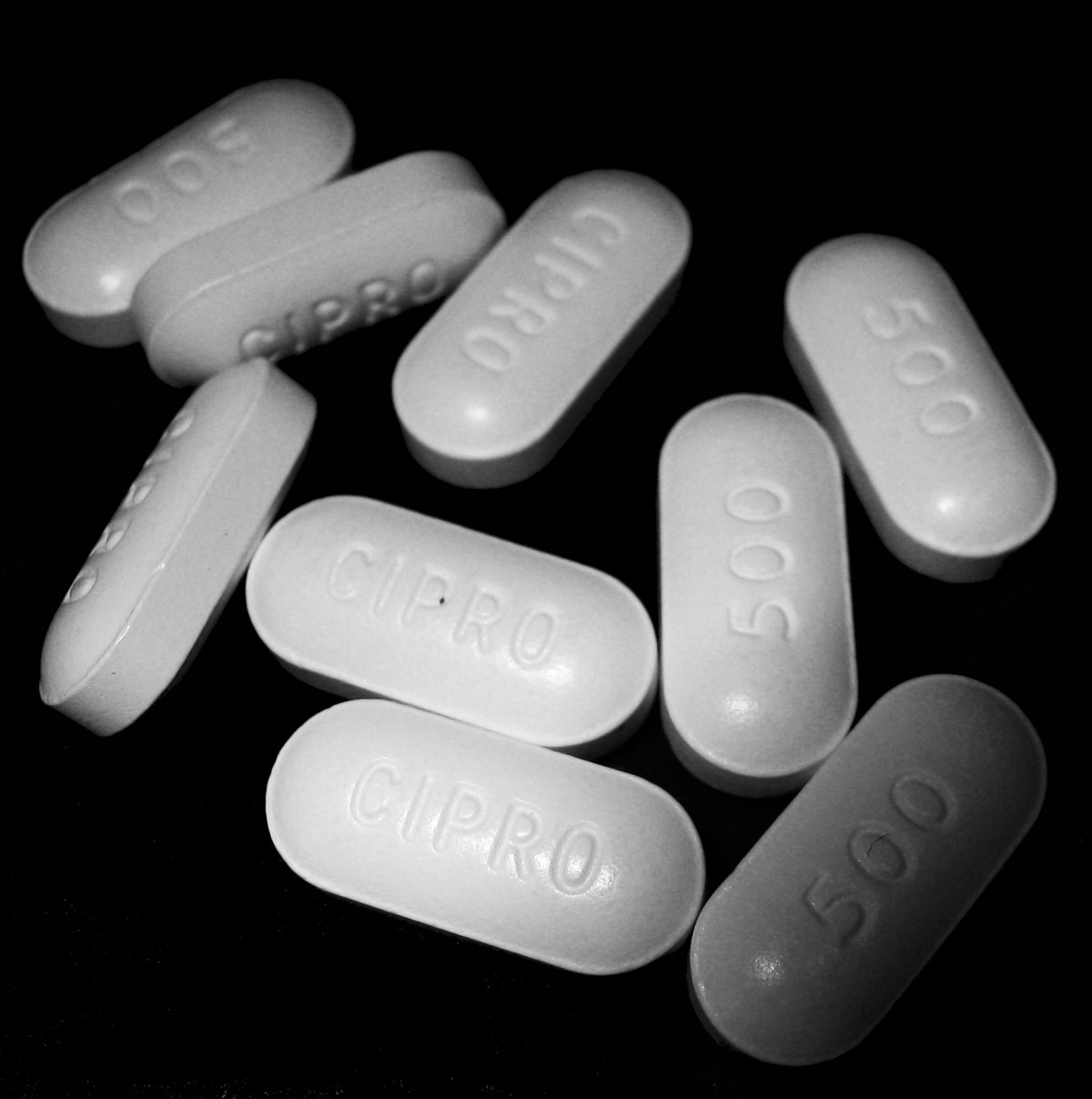
Ciprofloxacine 500mg tabletten van Bayer

Het geneesmiddel kan oraal, parenteraal en topisch gebruikt worden. Indicaties zijn onder andere longontstekingen, oogontstekingen, urineweginfecties, seksueel overdraagbare aandoeningen, sepsis, legionellose en a-typische mycobacterioses. Bij een luchtweginfectie is de normale dosering 500-1500 mg per dag in 2 doses.

## Contra-indicaties
Ciprofloxacine dient niet gebruikt te worden bij kinderen, zwangerschap en bij patiënten met epilepsie. Een aanpassing van de dosis of extra voorzichtigheid bij gebruik kan noodzakelijk zijn bij patiënten met lever- en nierfalen.

## Bijwerkingen
Ciprofloxacine kan overgevoeligheid voor zonlicht veroorzaken en de theofyllineconcentratie in het bloedplasma tot giftige hoeveelheden verhogen. Daarnaast kan het constipatie, gevoeligheid voor cafeïne en zwelling van bepaalde gewrichten en kraakbeen veroorzaken.
Zware inspanning wordt afgeraden omdat bij sommige patiënten een achillespeesbreuk plaatsvindt. Een achillespeesbreuk veroorzaakt door ciprofloxacinegebruik heeft te maken met nierfalen.

## Interacties
Metallische kationen zoals aluminium, magnesium, calcium, ijzer en zink vormen chelatiecomplexen met de fluoroquinolone antibiotica en verhinderen de absorptie van het middel. Daarom mag ciprofloxacine niet worden ingenomen met antacida die deze kationen bevatten. Sucralfaat, dat een grote hoeveelheid aluminium bevat, verlaagt ook de biologische beschikbaarheid van ciprofloxine naar 4%. Ciprofloxacine kan worden ingenomen tijdens de maaltijden of op een nuchtere maag. Het kan niet gebruikt worden met enkel zuivel of ander calciumrijk voedsel.
De giftigheid van geneesmiddelen die worden afgebroken door het cytochroom-P450-systeem wordt verhoogd bij de gelijktijdige inname van sommige quinolonen. Quinolonen als ciprofloxacine kunnen ook reageren met de GABA A-receptor en neurologische klachten geven. Dit effect kan worden versterkt door het gelijktijdig gebruikt van NSAID's.
Fluorquinolonen worden steeds vaker afgeraden voor gebruik bij patiënten die Zuidoost-Azië hebben bezocht, wegens de veelvuldig voorkomende resistentie tegen deze groep antibiotica in Zuidoost-Azië.
De flavonoïde quercetine die soms gebruikt wordt als voedingssupplement kan een wisselwerking met fluroquinolonen veroorzaken. Quercetine bindt op dezelfde plek aan het bacteriële DNA-gyrase als ciprofloxacine (concurrentie). Sommige voedingsmiddelen zoals knoflook, appels en rode wijn bevatten hoge concentraties quercetine. Het is onduidelijk of dit het effect van fluroquinolonen remt of juist versterkt.